# Kanton Beauvais-Nord-Est
Kanton Beauvais-Nord-Ouest (fr. Canton de Beauvais-Nord-Est) byl francouzský kanton v departementu Oise v regionu Pikardie. Skládal se ze severovýchodní části města Beauvais. Zrušen byl po reformě kantonů 2014.